# Mickaël Biron
Mickaël Christophe Biron (Ducos, 26 augustus 1997) is een Martinikaans voetballer die in het seizoen 2024/25 door RWDM wordt uitgeleend aan OH Leuven.

## Clubcarrière

### Martinique & Zwitserland
Biron begon zijn carrière op Martinique, het eiland waar hij geboren werd. Op z'n zeventiende belandde hij via een makelaar in Zwitserland, maar mede door bedrog van die makelaar. Biron werd al gauw in de steek gelaten door die makelaar, maar hield het desondanks jarenlang vol in Zwitserland. Biron keerde uiteindelijk terug naar Martinique, waar hij eerst voor New Star Ducos en vervolgens voor Golden Lion FC uitkwam. Met laatstgenoemde club kwam hij op 16 november 2018 in de Coupe de France uit tegen SAS Épinal. Biron, die in de blessuretijd verlengingen afdwong door de 2-2 te scoren, trok tijdens die wedstrijd de aandacht van toenmalig Epinal-trainer Xavier Collin.

### SAS Épinal
In juli 2019 tekende Biron bij SAS Épinal, de Franse vierdeklasser waartegen hij in november 2018 had gescoord in de Coupe de France en waar Xavier Collin nog steeds trainer was. Een jaar eerder was Biron gaan testen bij de Franse tweedeklasser AC Ajaccio, maar dat had niet tot een contract geleid.
Biron zette door zijn deelname aan de Gold Cup 2019 slechts een kleine drie weken na de eerste training van Épinal zijn koffers neer in het Stade de la Colombière, maar dat belette hem niet om in zijn tweede officiële wedstrijd voor de club zijn doelpuntenrekening te openen. Een week na het 0-0-gelijkspel tegen Olympique Saint-Quentin scoorde hij het enige doelpunt in de 1-0-zege tegen Iris Club de Croix. Op de vierde competitiespeeldag deed hij ook de netten trillen tegen Stade de Reims B: Biron wiste het openingsdoelpunt van Moïse Sakava uit, maar kon niet beletten dat Épinal uiteindelijk nog met 2-1 verloor.
Toen het seizoen 2019/20 in maart 2020 vroegtijdig werd stopgezet door de coronapandemie, stond Épinal zesde op zestien clubs in zijn reeks in de Championnat National 2.  De club gaf zijn seizoen weliswaar vooral kleur door in de Coupe de France door te stromen naar de kwartfinale. Biron deed in dat toernooi tweemaal de netten trillen: in de zevende ronde opende hij de score in de 2-0-zege tegen FC Sochaux, in de 2-3-zege tegen FC Mulhouse in de achtste ronde was hij goed voor een goal en een assist. De club schakelde nadien ook Entente Sannois Saint-Gratien, JS Saint-Pierroise en Lille OSC uit, maar sneuvelde op 13 februari 2020 tegen AS Saint-Étienne.

### AS Nancy
Na zijn eerste seizoen in Frankrijk maakte Biron al een stap hogerop: in juni 2020 ondertekende hij een tweejarig contract bij tweedeklasser AS Nancy. Aan de vooravond van zijn 23e verjaardag mocht Biron zich zo voor het eerst volwaardig profvoetballer noemen. Op de openingsspeeldag van de Ligue 2 kreeg hij van trainer Jean-Louis Garcia meteen een basisplaats tegen Amiens SC, een wedstrijd die Nancy met 1-0 verloor. Een week later opende Biron zijn doelpuntenrekening voor Nancy: dankzij zijn twee goals dwong Nancy thuis een 2-2-gelijkspel af tegen EA Guingamp.
Biron groeide in zijn debuutseizoen bij Nancy uit tot een vaste waarde in het elftal van trainer Garcia. Met twaalf doelpunten eindigde hij het seizoen ook als clubtopschutter. Nancy flirtte in het seizoen 2020/21 in februari nog met de degradatiezone, maar eindigde mede dankzij een 12 op 12 kort daarna nog op de achtste plaats in het klassement.
In juli 2021 ondertekende Biron een vierjarig contract bij de Belgische eersteklasser KV Oostende, die net als Nancy in handen is van de Pacific Media Group. Oostende kon op die manier de kassa van Nancy, dat op dat moment een transferverbod had, spijzen. In het seizoen 2021/22 was Biron, die in het seizoen daarvoor twaalf keer had gescoord in de Ligue 2, goed voor zeven competitiegoals. De club degradeerde op het einde van het seizoen naar de Championnat National.

### RWDM
In juli 2022 ondertekende Biron een driejarig contract (met optie op een extra seizoen) bij de Belgische tweedeklasser RWDM. In zijn eerste officiële wedstrijd voor RWDM redde hij meteen een punt voor de club: op de openingsspeeldag van de competitie kopte hij in de blessuretijd de 1-1-gelijkmaker binnen. Het tweede doelpunt van Biron voor RWDM leverde de Molenbekenaars geen punten op: in de 2-1-nederlaag tegen Lommel SK op de zevende competitiespeeldag scoorde hij in de 89e minuut vanop de strafschopstip de aansluitingstreffer.
Het derde doelpunt van Biron voor RWDM, het beslissende doelpunt in de 2-0-zege tegen Beerschot VA een week later, luidde het begin in van een 15 op 15 voor de Molenbekenaars. Biron scoorde tijdens deze reeks ook in de 3-0-zege tegen Lierse Kempenzonen en in de 5-0-zege tegen Lommel SK. Biron sloot de heenwedstrijd van de reguliere competitie af met vier goals in acht competitiewedstrijden. Bij de jaarwisseling stond de teller op acht goals in veertien competitiewedstrijden. Daarmee was hij met afstand clubtopschutter.
RWDM sloot de reguliere competitie af met 18 op 18, Biron was in die zes wedstrijden goed zes goals - enkel in de 1-2-zege bij Lierse Kempenzonen op de twintigste speeldag scoorde hij niet. Bij het ingaan van de play-offs was het duidelijk dat de titelstrijd vooral tussen RWDM en SK Beveren zou gaan. Kylian Hazard was een van de grootste blikvangers van de play-offs, maar ook Biron leverde zijn bijdrage met vier goals in negen wedstrijden. Zijn belangrijkste goal scoorde hij op de slotspeeldag van de play-offs: door het enige doelpunt te scoren in de derby tegen de RSCA Futures hielp hij RWDM aan de titel en bijbehorende promotie naar de Jupiler Pro League.

## Interlandcarrière
Biron maakte op 5 juni 2018 zijn interlanddebuut voor Martinique. In zijn debuutinterland, een oefenduel tegen Frans-Guyana, was hij meteen goed voor twee doelpunten. In zijn derde interland, een Nations League-kwalificatiewedstrijd tegen de Britse Maagdeneilanden, scoorde hij opnieuw tweemaal, waardoor zijn teller na drie interlands op vijf interlanddoelpunten stond.
In juni 2019 nam hij met Martinique deel aan de Gold Cup 2019. In de eerste groepwedstrijd tegen Canada (4-0-verlies) viel hij in de 64e minuut in voor Kévin Fortuné, in de tweede groepswedstrijd tegen Cuba (0-3-winst) werd hij in de 59e minuut gewisseld. Tijdens de derde groepswedstrijd, die Martinique met 2-3 verloor van Mexico, kwam Biron niet in actie. Martinique sneuvelde uiteindelijk in de groepsfase met 3 op 9.